# Yılmaz Güney
Yılmaz Güney (nascido Yılmaz Putún, 1 de abril de 1937 - 9 de setembro de 1984) foi diretor de cinema, roteirista, romancista e actor curdo de origem Zaza, que produziu filmes em turco. Rapidamente se tornou famoso na indústria cinematográfica turca. Muitas de suas obras foram dedicadas à situação das pessoas trabalhadoras e comuns na Turquia. Yılmaz Güney ganhou a Palme d'Or com o filme Yol que ele co-produziu com Şerif Gören no Festival de Cinema de Cannes em 1982. Ele estava constantemente em desacordo com o governo turco por suas representações de cultura, pessoas e a língua curda em seus filmes. Depois de matar um juiz em 1974 e sendo condenado, fugiu do país e depois perdeu sua cidadania.

## Trajectória em Turquia
Como o cinema turco, o sistema de estúdio turco e um punhado de diretores, incluindo Atıf Yılmaz, começou a usar o filme como meio para resolver os problemas das pessoas. Melodramas sancionados pelo estado, filmes de guerra e adaptações já tinham sido feitos nos teatros turcos. Esses novos cineastas começaram a filmar e a projetar imagens mais realistas da vida turca/curda. Yılmaz Güney foi um dos nomes mais populares que emergiram desta tendência, um jovem actor que obteve o apelido Çirkin Kral em turco ("the Ugly King") ou paşay naşirîn em língua curda.
Depois de trabalhar como aprendiz de roteirista e assistente na Atıf Yılmaz, Güney logo começou a aparecer em até 20 filmes por ano e se tornou um dos actores mais populares na Turquia. A década de 1960 trouxe liberdade restrita à Turquia e Güney foi preso de 1960 a 1962. Na prisão ele escreveu o que alguns rotulavam de romance "comunista". Eles morreram com a cabeça inclinada.
A situação política no país e o relacionamento de Güney com as autoridades tornaram-se ainda mais tensos nos anos seguintes. Não satisfeito com seu status de estrela na indústria cinematográfica turca, Güney começou a dirigir seus próprios filmes em 1965. Em 1968, ele formou sua própria produtora, "Güney Filmcilik". Nos anos seguintes, os títulos de seus filmes reflectiram os sentimentos dos povos da Turquia: Umut (1970); Ağıt (1972); Acı (1971); The Hopeless (1971). Umut é considerado o primeiro filme realista do cinema turco, o director americano Elia Kazan foi o primeiro a elogiar o filme; "Umut é um filme poético, completamente nativo, não uma imitação de mestres de Hollywood ou europeus, surgindo dos arredores de uma aldeia".
No entanto, depois de 1972, Güney passou a maior parte de sua vida na prisão. Preso por abrigar estudantes anarquistas, Güney foi preso durante a pré-produção de Zavallılar (1975) e antes de terminar com Endişe (1974), que foi completado em 1974 pelo assistente de Güney, Şerif Gören. Este foi o papel que Gören repetiria nos próximos doze anos, dirigindo vários roteiros que Güney escreveu na prisão. Liberado da prisão em 1974 como parte de uma amnistia geral, Güney foi detido novamente naquele ano por ter disparado contra Sefa Mutlu, procurador de distrito de Yumurtalık, na província de Adana, matando-o como resultado de uma briga na qual estavam embriagados, e ele foi condenado à prisão por 19 anos. Durante este período de prisão, seus roteiros mais bem-sucedidos foram Sürü (1978) e Düşman (1979), ambos dirigidos por Zeki Ökten. Düşman ganhou uma Menção Honrosa no 30º Festival Internacional de Cinema de Berlim em 1980.

## Exílio e morte
Em setembro de 1980, as obras de Güney foram banidas pela nova junta militar. Güney disse: "Há apenas duas possibilidades: lutar ou se render, eu escolhi lutar". Depois de fugir da prisão em 1981 e fugir para a França, ganhou a Palme d'Or no Festival de Cinema de 1982 para o filme Yol, cujo diretor de campo voltou a ser Şerif Gören. Não foi até 1983 que Güney voltou a dirigir, contando uma história brutal de crianças presas em seu filme final, Duvar (1983), feito em França com a cooperação do governo francês. Enquanto isso, o governo da Turquia revogou sua cidadania e um tribunal condenou-o a mais vinte e dois anos na prisão.
Yılmaz Güney morreu de câncer gástrico em 1984, em Paris, França.

## Filmografia

### Actor
- Alageyik (1958)
- Bu Vatanın Çocukları (1958)
- Tütün Zamanı (1959)
- Dolandırıcılar Şahı (1961)
- Tatlı Bela (1961)
- İkisi de Cesurdu (1963)
- Halime'den Mektup Var (1964)
- Her Gün Ölmektense (1964)
- Kamalı Zeybek (1964)
- Kara Şahin (1964)
- Kocaoğlan (1964)
- Koçero (1964)
- Mor Defter (1964)
- On korkusuz Adam (1964)
- Prangasız Mahkumlar (1964)
- Zımba Gibi Delikanlı (1964)
- Gönül Kuşu (1965)
- Haracıma Dokunma (1965)
- Kahreden Kurşun (1965)
- Kan Gövdeyi Götürdü (1965)
- Kanlı Buğday (1965)
- Kasımpaşalı (1965)
- Kasımpaşalı Recep (1965)
- Konyakçı (1965)
- Korkusuzlar (1965)
- Krallar Kralı (1965)
- Sayılı Kabadayılar (1965)
- Silaha Yeminliydim (1965)
- Sokakta Kan Vardı (1965)
- Tehlikeli Adam (1965)
- Torpido Yılmaz (1965)
- Üçünüzü de Mıhlarım (1965)
- Yaralı Kartal (1965)
- Ben Öldükçe Yaşarım (1965)
- Beyaz Atlı Adam (1965)
- Dağların Oğlu (1965)
- Davudo (1965)
- Anası Yiğit Doğurmuş (1966)
- Arslanların Dönüşü (1966)
- At Avrat Silah (1966)
- Bomba Kemal (1966)
- Çirkin Kral (1966)
- Esrefpaşalı (1966)
- Hudutların Kanunu (1966)
- Kibar Haydut (1966)
- Kovboy Ali (1966)
- Silahların Kanunu (1966
- Tilki Selim (1966)
- Ve Silahlara Veda (1966)
- Yedi Dağın Aslanı (1966)
- Yiğit Yaralı ÖlÜr (1966)
- At hırsızı Banus (1967)
- Balatlı Arif (1967)
- Bana Kurşun İşlemez (1967)
- Benim Adım Kerim (1967)
- Büyük Cellatlar (1967)
- Çirkin Kral Affetmez (1967)
- Eşkiya Celladı (1967)
- İnce Cumali (1967)
- Kızılırmak-Karakoyun (1967)
- Kozanoğlu (1967)
- Kuduz Recep (1967)
- Kurbanlık Katil (1967)
- Şeytanın Oğlu (1967)
- Kardeşim Benim (1968)
- Kargacı Halil (1968)
- Marmara Hasan (1968)
- Öldürmek Hakkımdır (1968)
- Pire Nuri (1968)
- Seyyit Han (1968)
- Aslan Bey(1968)
- Azrail Benim (1968)
- Beyoğlu Canavarı (1968)
- Can Pazarı (1968)
- Aç Kurtlar (1969)
- Belanın Yedi Türlüsü (1969)
- Bin Defa Ölürüm (1969)
- Bir Çirkin Adam (1969)
- Çifte Tabancalı Kabadayı (1969)
- Güney Ölüm Saçıyor (1969)
- Kan Su Gibi Akacak (1969)
- Kurşunların Kanunu (1969)
- Çifte Yürekli (1970)
- İmzam Kanla Yazılır (1970)
- Kanımın Son Damlasına Kadar (1970)
- Onu Allah Affetsin (1970)
- Piyade Osman (1970)
- Sevgili Muhafızım (1970)
- Şeytan Kayaları (1970)
- Son Kızgın Adam (1970)
- Umut (1970)
- Yedi Belalılar (1970)
- Zeyno (1970)
- Canlı Hedef (1970)
- Baba (1971)
- Çirkin ve Cesur (1971)
- İbret (1971)
- Kaçaklar (1971)
- Namus ve Silah (1971)
- Umutsuzlar (1971)
- Vurguncular (1971)
- Ağıt (1972)
- Sahtekar (1972)
- Zavallılar (1975)
- Arkadaş (1974)
- Endişe (1974)

### Realizador
- At Avrat Silah (1966)
- Bana Kurşun İşlemez (1967)
- Benim Adım Kerim (1967)
- Pire Nuri (1968)
- Seyyit Han (1968)
- Aç Kurtlar (1969)
- Bir Çirkin Adam (1969)
- Umut (1970)
- Canlı Hedef (1970)
- Piyade Osman (1970)
- Baba (1971) ()
- İbret (1971)
- Kaçaklar (1971)
- Umutsuzlar (1971)
- Vurguncular (1971)
- Yarın Son Gündür (1971)
- Acı (1971)
- Ağıt (1972)
- Arkadaş (1974) ()
- Endişe (1974)
- Zavallılar (1975)
- Sürü (1978)
- Düşman (1979)
- Yol (1982)
- Duvar (1983)